# Legrad
Legrad es un municipio de Croacia en el condado de Koprivnica-Križevci.

## Geografía
Se encuentra a una altitud de 131 m s. n. m. a 118 km de la capital nacional, Zagreb.

## Demografía
En el censo 2011, el total de población del municipio fue de 2241 habitantes, distribuidos en las siguientes localidades:
- Antolovec - 75
- Kutnjak - 278
- Legrad - 956
- Mali Otok - 146
- Selnica Podravska - 301
- Veliki Otok - 254
- Zablatje - 231

| Gráfica de población de Legrad 1857-2011                            |
|                                                                     |
| Según los censos de población de la oficina estadística de Croacia. |